# Simontornya
Simontornya (németül: Simonsturm) város Tolna vármegyében, a Tamási járásban. A megye kilencedik legnépesebb települése, 1995-ben kapott városi rangot.

## Fekvése
A Tolnai-Hegyhát északi csücske és a Mezőföld határán található. Átfolyik rajta a Sió, amit két közúti és egy vasúti híd keresztez. Legmagasabb pontja 220 méter; a vasútállomás 103 méter, a Sió 0 pontja pedig 98 méter magasan helyezkedik el a tengerszint felett.
A közvetlenül határos települések: északkelet felől Sáregres, délkelet felől Pálfa, dél felől Kisszékely, délnyugat felől Tolnanémedi, északnyugat felől pedig Igar. Kelet felől a legközelebbi település Cece, de a közigazgatási területeik (nagyon kevés híján) nem érintkeznek.

### Megközelítése
Közúton a Dunaföldvár-Nagykanizsa közti 61-es főúton, illetve az abból itt Enying és a Balaton környéke felé kiágazó 64-es főúton is elérhető. Ozorával és a 65-ös főúttal a 6407-es út köti össze, bár ennek egy szakasza Ozora után burkolatlan. 2013 óta elérhető Pálfa felől is, a 6317-es úton, ebből az irányból könnyen elérhető a megyeszékhely Szekszárd felől is. Könnyen megközelíthető Budapest felől is, Székesfehérvárnál letérve a 63-as főútra, amelyen Cecéig haladva, majd onnantól a 61-esen továbbhaladva érhető el Simontornya.
A hazai vasútvonalak közül a Budapest–Pécs-vasútvonal érinti a várost; Simontornya vasútállomás a központ északnyugati peremén helyezkedik el, közel a 61-es és a 64-es főutak, illetve a 6317-es út csomópontjhoz.

## Története
Simontornya környéke igen gazdag történelem előtti korból származó leletekben. Már a csiszolt kőkorszakból is találtak leleteket, később bronzkori település nyomait fedezték fel a Mózsé-hegy város felé néző oldalán. A kelta időkben (Kr. e. 4. század) az eraviszkuszok törzse lakta a vidéket és fejlett műveltség nyomait hagyta hátra. A római terjeszkedés időszakában Fortiana néven említik. A honfoglalás előtt közvetlenül avarok lakták a környéket. A honfoglaláskor a mai Fejér és Tolna vármegyék területének nagy része az Árpád-család birtoka maradt. Szent István hatvan besenyő családot telepített le a Sárvíz mentén, akik Fejér és Tolna vármegyében eloszolva, több falut alapítottak. Menyőd falu már a 13. század vége felé szerepel az okmányokban. A másik városrész, vagyis mint az 1397. és az 1401. évi oklevél mondja, „a falu fele” Sziget nevet viseli. Ez közvetlenül a vár mellett terült el.
Simontornya nevét attól a lakótoronytól kapta, amelyet a Tolna vármegyei Döröcske nemzetségből származó Salamon fia Simon itt épített 1272 körül, és amely később erősséggé, végvárrá fejlődött. Kezdetben csak mint egy nagyobb birtoktestet védő, királyi engedéllyel épült magánvár szerepel, melyet a király a tulajdonos elhalálozása vagy hűtlensége esetén szabadon ajándékozhatott más kedvelt híveinek. Közel 200 év alatt mégiscsak a mocsarak között eldugott kis várkastély szerepét töltötte be. 1324-ben I. Károly király Henczfia János budavári rektor és kapitány érdemeit jutalmazta a várral és tartozékaival. A Laczkfiak (1347-1397) utáni várurak - a Kanizsaiak(1397-1424), Ozorai Pipó (1424-1427), a Garaiak (1427-1482) - elhanyagolták, várkapitányaik pedig zsarnokoskodtak a vidék népei felett. Ilyen viszonyok mellett a városi polgári elem és az ipari kereskedelem nem fejlődhetett ki. 1458. július 26-án, a simontornyai vár falai között köttetett meg Szilágyi Mihály kormányzó, Újlaki Miklós és a vár akkori ura, Garai László nádor között a Mátyás király elleni első összeesküvés. Buzlay Mózes 1509-ben átalakítatta a várat és szerzeteseket is telepített a településre. Az utolsó magyar várúr a török idők előtt, Pöstyéni Gergely főudvarmester volt, aki I. János királytól kapta a várat, vitézsége jutalmául 1536 környékén.
1526 után, a török igyekezett tartósan berendezkedni Magyarországon. A 16. század folyamán két beglerbégség állt fent huzamosan a hódítás területén, a Budai és a Temesvári. Mindkettő alá több szandzsák tartozott, számuk idővel bővült, majd később némileg szűkült is. Stratégiailag, nagysága és a történeti múltja jogán, végig a Budai beglerbégség járt az élen. A 16. század 60-as éveiben húsz szandzsák tartozott hozzá, ezek egyike volt a simontornyai. Több dátum is fellelhető a vár elestével kapcsolatban. Dr. Kiss István 1543-ra teszi az elfoglalását, Dávid Géza történész szerint - aki Istvánffy Miklós humanista történetíróra és politikusra hagyatkozik - a vár 1544-ben esett el, viszont a török szultáni tanács  jegyzőkönyve szerint Simontornya, Ozora, Endréd és Tamási elfoglalását 1545 nyarának végétől számíthatjuk, miután 1545. április 4-i dátummal a tanács utasítást küldött a budai pasának és a mohácsi bégnek, hogy a székesfehérvári béggel együtt tegyék meg a szükséges előkészületeket, eme várak ostromára és elfoglalására. A közel 150 éves török uralom jelentősen visszavetette a település fejlődését. Az itteni vár azért volt fontos, mert több irányban is uralta a vidéket: kelet felé a paksi, dél felé a döbröközi, nyugat felé a veszprémi, észak felé a fehérvári erősségekig terjedt a hatalma. A Simontornyai szandzsák kiterjedése az idők során többször is változott. A helységek nagyobb része mindvégig Tolna vármegye területére esett, de idetartozott több Somogy és Fejér vármegyei, valamint néhány Veszprém vármegyei település is. 1546-ban  a szandzsák négy náhijéra - ez kisebb közigazgatási terület, a szandzsák része, adózási és gazdasági egysége, a magyar járások török megfelelője -  oszlott: a névadó simontornyaira, az ozoraira, az endrédire és az anyavárira. Mindegyik központja a hasonló nevű vár és a körülöttük elterülő (mező)város volt. A legjelentősebb változás 1563-ban volt, a simontornyai náhije jelentősen megnőtt, főképp a Mohácsi szandzsák szászi náhijéjának rovására, ahonnan 91 falu és puszta került át. Volt olyan idő, amikor a jelentős területgyarapodás ellenére átmenetileg a megszűnés veszélye is fenyegette a szandzsákot, azonban ezt egy szultáni rendelet határozottan elvetette. A későbbiekben közigazgatási változás nem történt, mind a szandzsák, mind a náhijék nagysága lényegében állandósult. A kezdeti időkben erős őrséggel látták el a törökök a várat, az iderendelt gyalogosok (janicsár), lovasok és a várőrző gyalogosok létszáma elérte a 191 főt. Tüzérséget 1540-es évek végére vezényeltek Simontornyára. Az első török parancsnok Jusszuf dizdár (várparancsnok, hatáskörük ugyan az lehetett, mint a magyar várnagyoké) volt. A harciasabb idők végeztével az erős katonai jelenlét hamar feleslegessé vált, 1558-ra 137 főre, 1565-70-ig pedig 125-re csökkentették a vár fegyveres személyzetét. Az 1630-as évekre, 35 főre is levitték a létszámot. Az egész kerület feje és kormányzója a szandzsákbég (mirliva) volt, akik megbízásukat a szultántól kapták. Rangra közvetlen a budai beglerbég után következtek, aki a felettesük is volt, de lazán az isztambuli kormányszervekkel is tartottak fent kapcsolatot. Az érintkezés mindazonáltal elég egyoldalúan folyt, hiszen leveleikre a szultánok a centralizáció szellemében választ többnyire csak a beglerbégek közreműködésével küldtek. Sokkal szorosabb kapcsolat fűzte őket a budai pasához. Mivel hivatalból tagjai voltak tanácskozó testületnek (diván), így sűrűn találkoztak felettesükkel. Feltétlen engedelmességgel tartoztak neki, akár valamely szultáni rendeletet továbbított, akár saját hatáskörben intézkedett. Saját szandzsákjukban egyaránt betöltötték a  legfőbb katonai illetve polgári vezető szerepét. Természetszerűen a katonai irányító funkcióra esett a hangsúly legtöbbször, hiszen mindennaposak voltak a kisebb összetűzések és gyakoriak a nagyobb hadjáratok. Ha központi utasításra vagy a budai beglerbég kezdeményezésére megindult egy-egy komoly katonai vállalkozás, a szandzsákok teljes mozgósítható haderejét csatasorba kellett szólítaniuk. Több szandzsákbég nevét is ismerjük: 1557-ben Ahmed, utódja Derja bég. 1554-ben Mahmud bég majd 1556-tól Pir Ibrahim számított Simontornya urának. 1562-63 Veli bég, 1565-ben Iszkender bég a szandzsák feje.1573- ban Dervis bég, akinek a nevét, egy magyar nyelvű forrás, a török várak haderejéről készített részletes leírás őrizte meg. Halála után a korábban Csanád szandzsákban ténykedő Kaja bég vette át a helyét.1585-ben egy Ibrahim nevű mirliva került a kerület élére, aki korábban Babócsán volt bég. 1586-ban megint egy új bég kerül Simontornyára, akinek a nevét fel sem tüntették a török források, csak egy pécsi bejegyzésből tudjuk: ő volt Ömer. 1588-ben Omar. A rabszolgasorból felemelkedett Szejdi Ahmed 1650 körül volt simontornyai szandzsákbég, aki 1660-ban budai pasává lépett elő, de rá egy évre Temesváron megölték. 1668-ban Ahmed mirliva arról volt nevezetes, hogy szigorú rendeletet adott ki a köznép számára, a „tiszta közerkölcs és vallásosság fenntartása” céljából.
A szandzsákbég után rangban első helyen a miralaj (alajbég) állott, aki vele ellentétben kizárólag katonai tisztségviselőnek számított. Általában a szandzsák szpáhijai választották ki őket. A miralajokat felettesükkel együtt elvárták a beglerbég divánjába. A szandzsákok fontosabb emberei közé sorolhatók még a kajmakánok és a bajraktárok. Előbbiek a szandzsákbég általános helyettesei voltak, utóbbiak az alajbégek beosztottjai, s mint zászlótartók szolgáltak. A terület váraiban lévő katonáknak,a dizdárok parancsoltak. Nem lehet tudni pontosan milyen mértékben függtek a szandzsákbégtől,de az biztos, hogy leváltásukra vagy áthelyezésükre gyakran az ő javaslatukra került sor.  A jogi-vallási intézmény képviselői a kádik és helyetteseik voltak. Mivel a közigazgatásban hivatalosan csak ők képviselhették a mohamedán ideológiát, meglehetősen kitágult a munkakörük. Egy kádi körzete (kazája) állhatott egy városból egy vagy több náhijéból, de kiterjedhetett egy egész szandzsákra is. A Simontornyai szandzsák ez utóbbi típusba tartozott. Az itt működő kádik nevét nem ismerjük, tetteikről nincsenek forrásaink.
Simontornya ugyan nem esett bele a Duna mellett vezető fő hadiútba, de a Fehérvár-Pécs közötti vonal törésénél már mint végvár, elég közel feküdt a magyar kézen lévő Veszprém és Várpalota erősségeihez ez pedig fokozott katonai jelenlétet kívánt meg a hódítóktól.
Nem sokkal Buda visszavétele után, 1686 szeptember végén, Savoyai Jenő tábornagy unokafivérét, Lajost Vilmos badeni őrgrófot bízzák meg azzal a nehéz feladattal, hogy foglalja vissza Pécset, szállja meg Dárdát (város Horvátországban), égesse fel az eszéki fahidat és Barcsnál Scharffenberg seregével egyesülve, akadályozza meg a török visszatérését. Simontornyát 1686. szeptember 27-én (egyes források szerint szeptember 26 ) foglalta vissza. A győztesek 300 török hadifoglyot ejtettek, 35 mázsa puskaport és 1200 gránátot zsákmányoltak. A parancsnokság 200 katonát hagyott itt és Veszprémből is küldtek még erősítést. Leírások szerint, Simontornya vára gyakorlatilag sértetlenül került a Badeni Őrgrófság uralkodójának a kezébe.
Ha a török kivonulása után megmaradt volna ez a beosztás, akkor Simontornya akár külön vármegye központjává is válhatott volna. A vármegyei határok azonban az évszázadok során annyira „mereven” voltak rögzítve, hogy azok a legcsekélyebb megváltoztatása is heves ellenzésre talált. Már a 16. század elején, II. Ulászló Fejér vármegyéhez akarta csatolni a települést, de Beatrix királyné tiltakozott ellene.
A török kivonulása után csak lassan indult meg a fejlődés. A várat a haditanács gondjaiba vette, az idehelyezett őrség mellett környék népe is katonai szolgálatot teljesített. Ez a vitézkedő hajlamok ápolásának jót tett, de a földművelést és a kereskedelmet nem segítette, így hosszabb ideig sem számbelileg, sem vagyonilag nem gyarapodott a település lakossága. Az 1739-es pestisjárvány is alaposan megtizedelte ezt a számot. Mivel akkoriban Simontornya vármegyeszékhely volt , így köteles volt orvost tartani, aki felügyelte a járvány terjedését. Ezt a rangot Eltz György mint pestisorvos és vármegyei fősebész látta el. Több más nagy betegség is felütötte itt a fejét, volt vérhasjárvány de himlő is, ami 1802-ben és 1808-ban szedte áldozatait.

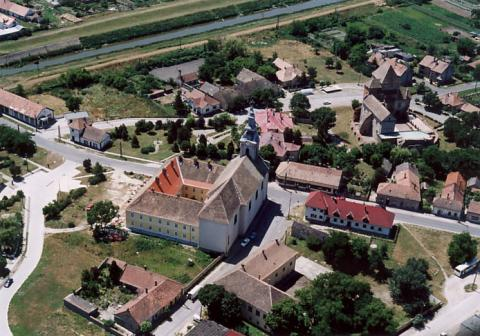
Szent Simon- és Júdás Tádé-templom

A Rákóczi-szabadságharc hét éve alatt a vár több ízben is gazdát cserélt. Csak a vár teljes kibővítése után (1716) maradt a lakosság békében és láthatott hozzá az építő munkához. A település rövid ideig, 1727 és 1784 között Tolna vármegye székhelye.
A Rákóczi szabadságharc utáni évtizedek meghatározó urai, egy idegen nemesi család volt Simontornyán, a Styrum-család, amely megszakítás nélkül, 1789-ig irányította a települést. Vezetésükkel a kuruc háborúk után elnéptelenedett község csakhamar virágzásnak indult és a század második felében Tolna vármegye északi részén ipari központtá fejlődött ki. A birtokszerző Styrum Miksa Vilmos valószínűleg részt vett a török elleni felszabadító háborúkban és a Hollandiában fekvő Lymburg grófságban majd később Bécsben lakott. Miksa fiai közül Lipót, Károly és Ferdinánd még apjuk életében egyességet kötött a birtokra nézve, és Károly lett az, aki tiszttartóival rendeztette a birtok dolgait. Károly halála után fivére Styrum Zsigmond Sándor jelentkezett a Styrum-uradalom egy részéért de a másik testvér, Ferdinánd is jogot formált erre. A birtok a jogos örökösök között el lett osztva, egyharmad illette Sándor Zsigmond grófot, melyen önállóan gazdálkodott, a többi Ferdinánd kezében maradt. Sándor Zsigmond közel járt a a hatvanhoz, mikor letelepedett Simontornyán és egészen 1764-ben bekövetkezett haláláig itt élt. A várban lakott mindkét gróf, mivel más lakható ház akkor még nem állt rendelkezésükre. 1764 után Sándor Zsigmond fia, Styrum II. Károly vitte tovább a birtokot, aki a Szent Ferenc-rendi templomtól északra épített magának egy szép emeletes palotát. A családi hagyományokhoz híven katonai neveltetésben részesült és a Simontornyát irányító Styrumok között, idővel ő lett a legmódosabb. A simontornyai bőrgyártás szempontjából a család legfontosabb személyisége volt. Felső-Magyarországról és Szlavóniából zselléreket és jobbágyokat telepített, valamint megkezdte a cseh és német iparosok becsalogatását uradalmába. Így kerül a zsidó származású Fried Salamon is Simontornyára. Takarékos ember lévén, öregkorára nagy vagyont gyűjtött össze. Vallásossága bőkezű adakozásokban nyert kifejezést de idegen felekezetek iránt türelmetlen és elfogult volt, üldözni azonban nem üldözte őket. Simontornyán rangjának megfelelő udvart tartott fent, aminek fényűzését igen emelte a házi zenekara. A zenekar alapításakor a karmesteri tisztet Krammer Ferenc töltötte be, akit Styrum valószínűleg Pozsonyban ismert meg. Öt gyermeke született , közülük viszont csak egy, Styrum Nepomuk János élte meg a nagykorúságot de ő egy lovas balesetben 36 évesen elhunyt. Az idős Károly gróf 1789 decemberében halt meg és katolikus templomban lévő családi kriptába temették. A Styrum-család utolsó tagja a hitélet fejlesztésével, templomok építésével és főleg az elszegényedett nemesek részére tett nagy alapítványával maradandó emléket állított magának.

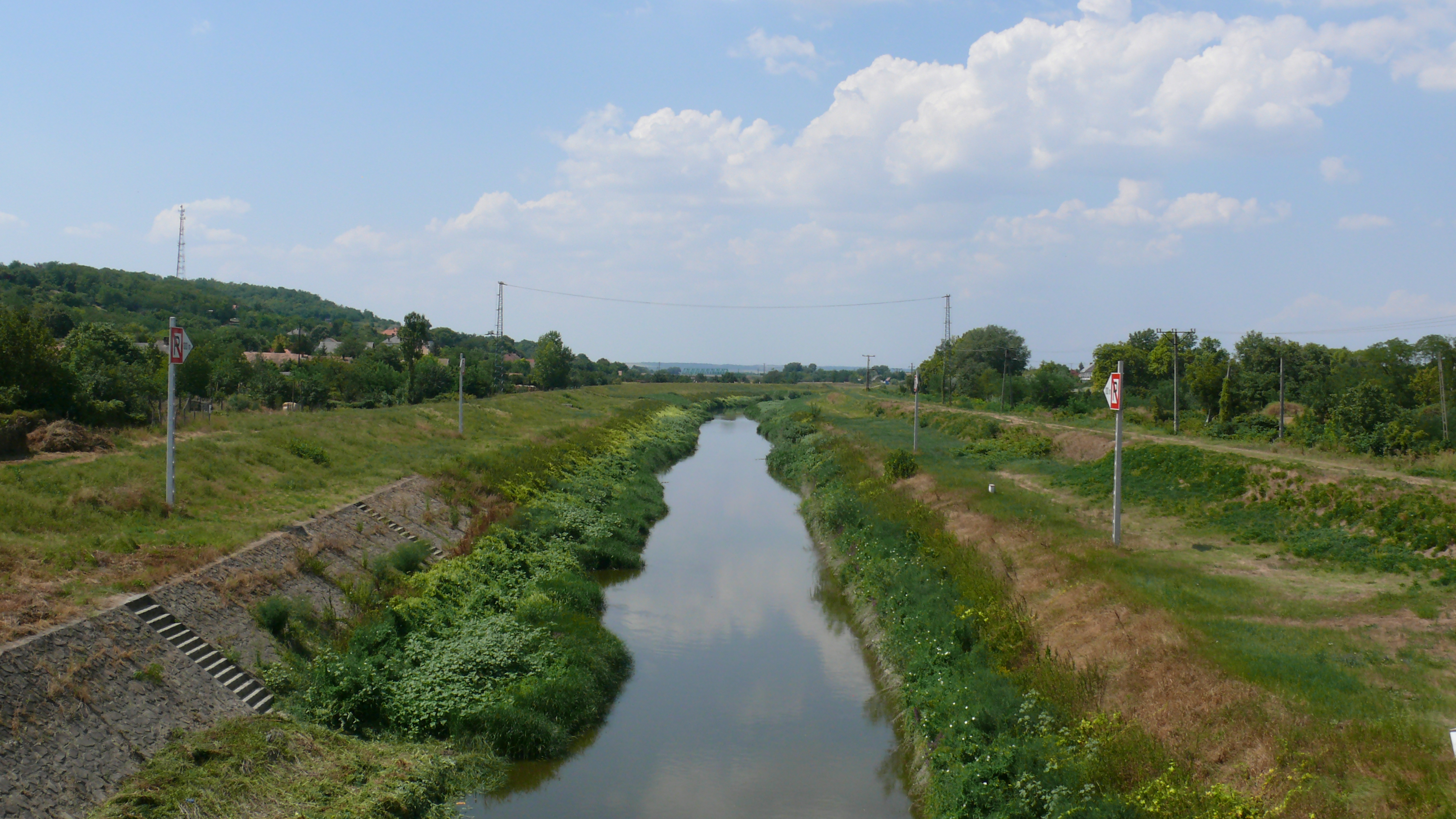
A Sió folyó Simontornyánál

Fontos esemény volt a település történelmében a Sió-szabályozás. József nádor 1810. szeptember 11-re Simontornyán közgyűlést hívott össze. Ő maga nem tudott megjelenni, helyette Podmaniczky József királyi biztos vezette a gyűlést, ahol Veszprém, Fejér és Tolna vármegyék képviselői is részt vettek. Ekkor alakították meg a "Nádor csatorna társulatot". A munkákat Beszédes József mérnökigazgató tervei szerint a királyi biztosul kinevezett gróf Zichy Ferenc vezetésével 1812-ben kezdték meg és 14 év alatt fejezték be. A kiadásokat az érdekelt birtokosokra négy ízben vetették ki (1812, 1813, 1817, 1821), holdanként átlag 15 forintra rúgva. Az összes kiadás 1 835 58 forint volt. Ennek egy részét a só árának felemelése által a kormány maga szedte be, később a fenntartási és javítási munkálatokat adóvisszatérítés útján biztosította.
A 18. században még oly fontos simontornyai hidak azonban – melyek hadászati szempontból is gondozás alatt álltak – a Sió és a Sárvíz szabályozása után nagyrészt elvesztették a jelentőségüket; a gőzhajózás fellendülésével a térség nagy kereskedelmi útjai is vesztettek forgalmukból. Az 1883-ban felépült Kelenföld-Pécs vasút lett volna arra hivatva, hogy helyreállítsa a település régi forgalmát és kisebb kereskedelmi csomóponttá tegye, de mind az uradalom, mind a város elutasította a szekszárdi szárnyvonal településen való áthaladását, megépítését.
Simontornya fontossága soha nem nemesi családjaiban, politikai szerepében vagy természeti kincseiben rejlett, hanem szerencsés helyzetében. Évszázadok óta fontos kereskedelmi útvonalak gócpontja volt ez az egyre növekvő település. 1277-ben már vásártartó hely, a cserekereskedelem központja lett, a megye közigazgatási központja, a megyegyűléseket is itt tartják. A bőripar kifejlődéséhez minden feltétel adott volt Simontornyán. A községet a marhahajcsárok útvonala szelte át, akiknek elhullott állatai bőrét sürgősen ki kellett készítenie . A kiváló termőtalaj termékeny legelőket eredményezett, ahol az állattenyésztés virágozhatott. Fényes Elek 1841-ben a „Magyarország s a hozzákapcsolt tartományoknak mostani állapotja statisztikai és geographiai tekintetben" című munkájában a vidék lótenyésztéséről, 1850- ben pedig „Magyarország geographiai szótárában" a merinói juhok elterjedéséről ír. Az itt tenyésztett állatok bőrét is ki kellett készíteni. A kikészítéshez szükséges cserzőanyagot a környékbeli erdők, az áztatáshoz szükséges vizet a Sió szolgáltatta.
A város a Fried családnak köszönhette több mint 200 éves bőriparát. Munkájuk nyomán a korábban mezőgazdasági jellegű település meghatározó ipari centrummá vált a 20. század első harmadára. A bőrgyártást Simontornyán meghonosító Fried Salamon 1780-ban érkezett Morvaországból. Styrum gróf hívta az akkor még csak 20 éves fiatal mestert, aki elfogadta a felkínált lehetőséget. Salamon egyik fia, Fried Bernát (1807-1886) időközben ugyancsak a bőrgyártás mesterévé vált. Folyamatosan és nagy energiával fejlesztette cégét, ami a 19. század végére országos ismertségre tett szert. Ő vásárolta meg 1885-ben (a Sió jobb partján) a későbbi gyártelep helyét; két fia, Móric és Vilmos segítette őt munkájában.
A kis cég vevőköre és gazdasági lehetőségei az 1867-es kiegyezés révén kiszélesedtek. A cseres kádak egyre szaporodtak, és minduntalan kinőtték az éppen befedett területeket. Az első világháború alatt a gyár a hadsereg egyik fontos beszállítója lett. A rendelések megnövekedett mértéke miatt szükségessé vált a Sió-parti gyárrészt egy emelettel megtoldani, és a háborús termelés miatt az alkalmazottak száma is megnőtt, 65 főre. Fried Vilmos fiai, Imre és Pál újabb, tökéletesített kémiai eljárásokat alkalmazva, a villamos energiát bevezetve, és a Singer Dezső vezette bőrnagykereskedő céggel egyesülve kiléptek a világpiacra is. A gyár fennállásának 150. évfordulóját 1930-ban már tőkeerősen ünnepelhették, a vállalkozás abban az időben élte a fénykorát. A korszerű, villanygépekkel berendezett üzem vízszükségletét saját artézi kútból nyerte. A nyersanyagot Budapestről kapták, ahol a gyár központi irodája szerezte ezt be részben itthoni, részben tengerentúli anyagokból: sok szárított bőr jött Argentínából és Indiából. A gyár hetente átlag 1200 darab marhabőrt dolgozott fel, továbbá 10 000 darab borjúbőrt, ennek fele hazai eredetű, fele tengerentúlról származó ún. kips-bőr volt. Kikészítés után eladásra került hetenként 1000 darab talpbőr, 12-13 000 darab box- és egyéb felsőbőr és 1500 darab talpbélés. A felvásárló 75%-ban a hazai, 25%-ban a külföldi piac volt. Az üzemet a két akkori tulajdonos, Fried Pál és 30 főnyi, részben vegyészmérnöki, részben irodai és üzemi hivatalnoki kar és sok, képesített bőripari szakmabeli vezető és előmunkás felügyelte. Átlag 700 férfi és női órabéres dolgozott az üzemben. A harmincas években a hetenként kifizetett munkabér, mely széles néprétegek között oszlott el, 19-20 000 pengő volt. A simontornyai bőrgyár – főleg, hogy Trianon után az addigi 67 magyarországi bőrgyárból csak 18 maradt az ország új határain belül – rendkívül fontos szerepet töltött be nemzetgazdasági szempontból is. A gyár a második világháború idején is hadiüzemnek számított.
A németek 1944. december 3-án este hagyták el a község területét, közben amit lehetett, megsemmisítettek. 1946 végén teljes vagyonleltározásra és vagyonkimutatásra szólították fel Fried Lászlót, mert a vállalat státuszának megállapításához szükséges adatokat így kívánták megszerezni. Ekkor a vállalat 447 fizikai és 68 szellemi dolgozót foglalkoztatott. 1948-ban a bőrgyár államosításra került és egészen a rendszerváltásig állami tulajdonban is maradt, ekkor élte újabb fénykorát. Mára legnagyobb része lepusztult, azonban a Sió-part felé néző egy részét rendbe hozták, az ablakokat kicserélték; megtörtént időközben a kármentesítés is. Területén több kisebb üzem, helyi vállalkozó tart fent munkahelyeket.
A településen több köztéri szobor, emlékmű és számos kisebb-nagyobb zöldterület, park található. A város 2013-ban Uniós támogatás segítségével újította fel belvárosát, 2018-ban kormányablak nyílt, szintén ebben az évben, közel harminc év után, önerős beruházásként újra bölcsődéje lett a településnek, 2019-ben pedig az orvosi és fogászati rendelő felújítása is megtörtént. Szintén 2019-ben adtak át a kertvárosban egy új játszóteret, valamint fejlesztették a Vak Bottyán Óvodát és Bölcsődét. 2022 márciusában, egy barnamezős terület rehabilitálása projekt keretében megépült a helyi tűzoltószertár és a városüzemeltetési Kft. épületét is felújították. Szintén ebben az éveben került átadásra, az 1100 négyzetméterrel kibővített iskola épülete, amiben egy új aulát valamint nyolc új osztálytermet, szaktantermeket és csoportszobát hoztak létre, ezenfelül a villamos hálózatot és a vizesblokkokat is felújították. A 2022/2023-as tanévet már itt kezdték meg a diákok.
A Terület-és Településfejlesztési Operatív Program Plusz keretében támogatást nyert el a város, amit a simontornyai vár környezetének fejlesztésére használhat fel a település. A műemlék mellett egy 160 négyzetméteres fogadóépületet hoznak létre, utak, járdák épülnek és megnövelik a zöldfelületet. A vár környezetéből eltávolítják a légkábeleket, a közelben pedig több mint 40 férőhelyes parkolót alakítanak ki, és ezzel megszűnhet a vár előtti közvetlen parkolás. Része a tervnek, egy tematikus útvonal létrehozása, amely a vár és a város történetét ismerteti meg információs táblákon, virtuális bemutatókon, látható lesz a várról készült 3D-s rekonstrukció is. A simontornyai várat évente mintegy húszezer látogató keresi fel.
A TOP-4.2.1-15-TL1-2016-00003 kódszámú, "Szociális alapszolgáltatások fejlesztése Simontornyán" című projekt keretében felújításra került a Szent István király u. 1. szám alatt levő B. épület (a volt Okmányiroda). A nyílászárók cseréjét, a homlokzat szigetelését követően a belső helyiségek is felújításra kerültek. Itt kap helyet a Simontornyai "Őszikék" Szociális Szolgáltató Központ Család- és Gyermekjóléti Szolgálata.
2013-ban, Simontornyán összefüggő, közösségi célokra alkalmas teret alakítottak ki a vár környékén. A közterület-fejlesztés érintette a Vár környékét, a Szentháromság-szobor körüli teret, a Fő teret és a volt ferences rendház környezetét és a gondozási központ is megszépült. Az egységes utcakép megteremtésének érdekében felújították a Helytörténet Házának külső homlokzatát, a városi piac is megújult és másik helyre költözött. A polgármesteri hivatalban az ablakokat korszerű nyílászárókra cserélték, akadálymentesítették és javították a főhomlokzatot. A program során felújították a TEMI Fried Művelődési Házat, mely alkalmassá vált új programok megvalósítására, és a városi események színvonalasabb megrendezésére.
2015-ben a település szennyvízcsatornázási és szennyvízelvezetésének munkálatai is sikeresen befejeződtek.
2023 januárjában, Simontornya elnyerte, a "Helyi termékértékesítést szolgáló piacok infrastrukturális- és eszköz fejlesztésére" nevű, VP6-7.2.1.1-20 kódszámú pályázatot. A sikeres pályázat lehetővé teszi a meglévő piac korszerűsítését. A fejlesztéssel új gépek és eszközök kerülnek beszerzésre (többek között targonca, kisteherautó, hűtők, rekesz- és ládamosó, mérleg, kamerarendszer). Az építési munkálatokkal a belső ivóvíz hálózat, szennyvízhálózat és csapadékvíz elvezető hálózat kiépítése, kézmosó közmű bekötése, kerítés javítás, bejárat szélesítése, fedett piactér fa szerkezeteinek felújítása, kandeláber és áramvételi hely elektromos hálózatának kiépítése, láda és rekeszmosó hely kialakítása valósult meg. Továbbá térburkolásra, fa árusító pavilonok telepítésére, árusító asztalok elhelyezésére került sor.
A város oktatási intézményei elismertek, több környező település iskoláit magában foglaló, úgynevezett köznevelési intézményfenntartó társulásban működnek. Főbb tagintézményei a pincehelyi, nagyszékelyi, pálfai, tolnanémedi és sárszentlőrinci általános iskolák, az óvodák szintén hasonló társulási rendszerben üzemelnek. A városban gimnázium és szakiskola működik.
Simontornyát gyakran nevezik a „bor és bőr városának”. A szőlőművelés kezdetét a környéken a rómaiak idejére teszik. A település szőlőtermesztési kultúráját bizonyító írásos feljegyzés először 1334-ből, a Laczkfi család adományleveléből ismert. Ettől az időtől fogva az egymás örökébe lépő nemesi családok különféle nemesi birtoklevelei számottevő szőlőterületeket említenek. Simontornya szőlőterületeinek nagysága a 20. század elejére elérte a 650-700 holdat. A 21. század elején több mint 400 gazda művel szőlőt a környéken, köztük számos holland, német és osztrák is. A termőtáj jellegzetes kékszőlő fajtái a még a török időkből itt maradt és megbecsült kadarka és változatai, a oportó, a kékfrankos és hibridje a kék zweigelt, valamint az utóbbi 15 évben jelentős mértékben telepített cabernet fajták és a merlot. A fehér fajták közül „őshonos” és még a mai napig is elterjedt az olaszrizling, a rajnai rizling, a rizlingszilváni, a piros tramini, az elmúlt évtizedekben meghonosodott királyleányka, a chardonnay, a pinot blanc, de olyan régi és híres fajtákat is találunk itt, mint a hárslevelű, a pozsonyi fehér és a juhfark. A szőlő mellett ezen a tájon jól érzi magát az őszibarack, a meggy, az alma és a mandula, de megérik itt a Mediterráneum flórájára jellemző füge is. A simontornyai szőlőhegy a tolnai borvidékhez tartozik, azon belül is a tamási körzetbe. A tolnai borvidék az egyik legfiatalabb borvidékünk, teljes önállóságot 1998-ban kapott, amikor kivált a szekszárdi területekből. Mára már felülírták azt az elterjedt téves nézetet, hogy a szekszárdi borvidékkel összehasonlítva a tolnai dombok valamivel gyengébb minőségű borokat adnak. A termőhelyi sajátosságok a borvidék számos községében felveszik a versenyt Szekszárddal, hisz valamikor Szekszárd hátországaként működött ez a terület, borait is jobbára „szekszárdi” néven hozták forgalomba. Neve önálló régióként évről-évre ismertebbé válik, és az elegáns savszerkezettel megáldott friss, üde, illatos fehérborait bármely szekszárdi vörös előtt/mellett „kötelezően ajánlottként” fogyaszthatjuk. Számos pincefalu sorakozik a Tolnai borvidéken, a pincesorok különleges látványt nyújtanak. Györköny, Bölcske, Kölesd, Simontornya, Tamási, Dunaföldvár vagy a paksi Sárgödör téri pincesort érdemes meglátogatni, ha valaki szeretné a helyszínen is megkóstolni a borokat. A szőlőhegy infrastruktúrája változatos, és még jelentős fejlesztésekre lenne szükség. Az utak mindegy 25%-a szilárd burkolatú, a pincéknek hozzávetőlegesen 40%-ában van villany és 25%-ában van vezetékes víz.
A település nevét viseli egy gyümölcs, a Simontornyai véralma. Kisebb gyümölcsű, de céklavörös húsa miatt igen értékes és érdekes fajta. Íze kissé fanyarkás édes, magas antioxidánstartalma miatt az egészségre igen jó hatású. Fája nem túl magas, nagyjából öt-hat méter, kusza, sok-sok ággal. Törzse már a föld fölött nem sokkal elágazott, levelei sötétzöldek. Szeptemberben érik. Befőttet és bort is készítenek belőle.
2020 szeptemberében simontornyai lakosok bejelentették a szekszárdi Wosinsky Mór Megyei Múzeumnak, hogy a település belterületén kerámia edénybe rejtett éremleletre bukkantak. A kisméretű füles korsó a mai talajfelszínhez közel, az oldalán feküdt. Az edény a földben töltött évszázadok alatt összeroppant, így a törött edénydarabok eltávolítása után az érmék könnyen hozzáférhetőek voltak. Az éremleletet a szekszárdi múzeumban, laboratóriumi körülmények között restaurátorok és régészek bontották ki, numizmata szakemberek részvételével.  Az éremleletben összesen 1646 darab érme található.  Az éremkincs csaknem kizárólag – magyar, osztrák és török – ezüstérmékből áll, többségük Hunyadi Mátyás, II. Ulászló, II. Lajos és I. Ferdinánd ezüstdénárja (1488 db), de néhány kisebb értékű hazai ezüst obolus - kis értékű ezüstpénz, Magyarországon fél dénárt ért - , és mintegy 40 osztrák és német területről származó ezüstveret is van benne (passaui és salzburgi batzenek/félbatzenek), továbbá 102 török akcsét - az Oszmán Birodalomban, főleg ebben fizették ki a katonák zsoldját, a Birodalom belső területein szinte csak ezt használták fizető eszközként - is tartalmaz. A pénzlelet legértékesebb darabja az az öt aranyforint, amelyeket utoljára helyeztek az edénybe: kettő Hunyadi Mátyás, három pedig Szapolyai János verete, de találtak benne un. hamis dénárokat is. A kincset az érméken található legkésőbbi évszám alapján 1542 előtt nem rejthették el. Buda 1541-es elfoglalása és Simontornya 1545. évi eleste között számos olyan hadi esemény történt, amelyek során egykori tulajdonosa – talán egy gazdagabb paraszt vagy kereskedő – biztonságba kényszerült helyezni vagyonát, amelyhez azonban már nem jutott hozzá újra. A lelet feltételezett összértékét 12 794 000 Ft -ban határozták meg, a Magyar Nemzeti Múzeum numizmata szakértői.

### Polgármesterei
- 1990–1994: Dr. Dési Ivánné (SZDSZ-Fidesz-FKgP)[7]
- 1994–1998: Cserháti Péter (független) 47,44% [8]
- 1998–2002: Cserháti Péter ( független) 51,84% [9]
- 2002–2006: Csőszné Kacz Edit Julianna (független) 57,99%[10]
- 2006–2010: Csőszné Kacz Edit Julianna (független) 63,40% [11]
- 2010–2014: Csőszné Kacz Edit Julianna (független) 56,14%[12]
- 2014–2019: Csőszné Kacz Edit Julianna (független) 40,21%[13]
- 2019–2024: Torma József (Simontornyai Civil Kontroll Egyesület) 46,59% [14]
- 2024– : Torma József (Simontornyai Civil Kontroll Egyesület) 55,16% [1]

## Testvérvárosai
- Nyárádszereda, Románia (1998. május 30. óta)
- Marpingen-Urexweiler, Németország (2000. július 1. óta)
- Steinberg-Wernesgrün, Németország (2000. július 8. óta)
- Miliesz, Görögország (2000. augusztus 22. óta)

## Népesség
A település népességének változása:
| Lakosok száma | 4128 | 4100 | 4051 | 3738 | 3633 | 3581 | 3566 |
|               | 2013 | 2014 | 2015 | 2021 | 2022 | 2023 | 2024 |

A 2011-es népszámlálás során a lakosok 82, 5%-a magyarnak, 1, 9% cigánynak, 0, 7% németnek mondta magát (17, 3% nem nyilatkozott; a kettős identitások miatt a végösszeg nagyobb lehet 100%-nál). A vallási megoszlás a következő volt: római katolikus 38, 2%, református 9, 9%, evangélikus 0, 9%, felekezeten kívüli 23% (27, 4% nem nyilatkozott).
2022-ben a lakosság 91,5%-a vallotta magát magyarnak, 1,4% cigánynak, 0,6% németnek, 0,1-0,1% horvátnak, lengyelnek, románnak és ukránnak, 1,9% egyéb, nem hazai nemzetiségűnek (8,3% nem nyilatkozott; a kettős identitások miatt a végösszeg nagyobb lehet 100%-nál). Vallásuk szerint 28,3% volt római katolikus, 8,9% református, 0,7% evangélikus, 0,1% görög katolikus, 0,4% egyéb keresztény, 1% egyéb katolikus, 21,4% felekezeten kívüli (38,9% nem válaszolt).

## Ismert személyek
- Ángyán Aurél (1861–1938) ferences rendi szerzetes, plébános, történetíró
- Fried Imre (1887–1944) – a Fried-kastély építtetője
- Fried Pál (1878–1936)
- ifj. Pillich Ferenc (1876, Budapest – 1948, Simontornya) gyógyszerész, rovarkutató
- Polczer Lajos (1902–1968) festőművész
- Somogyi Imre (1894–1951) baptista lelkész, író, költő

## Látnivalók

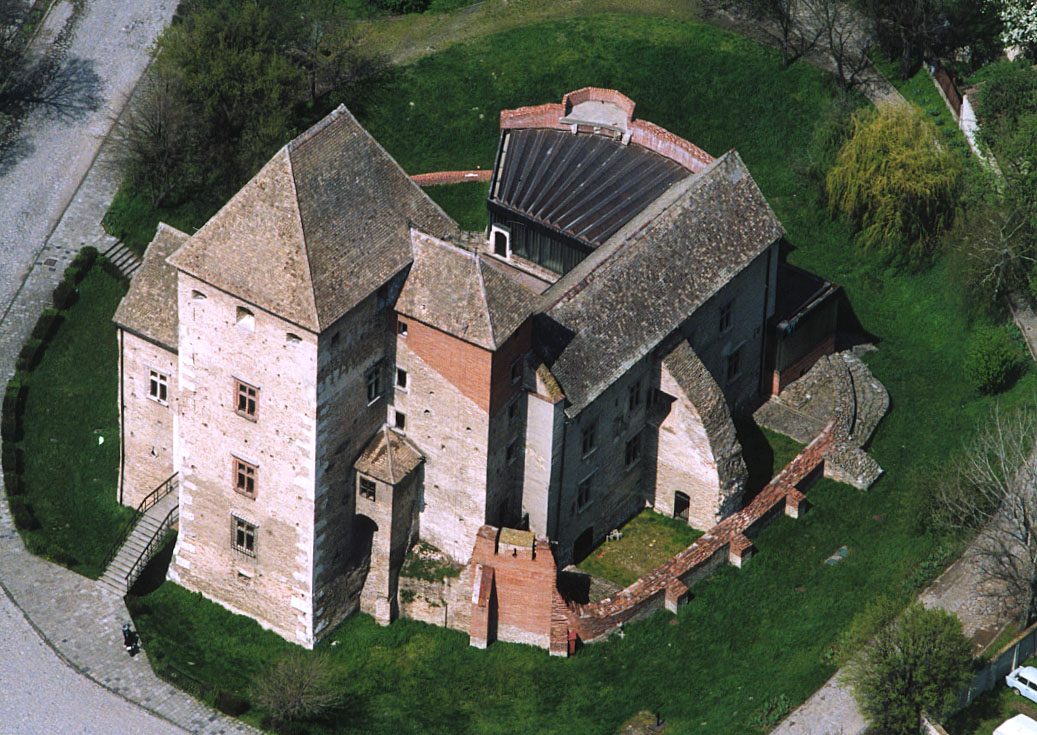
A vár légi felvételen

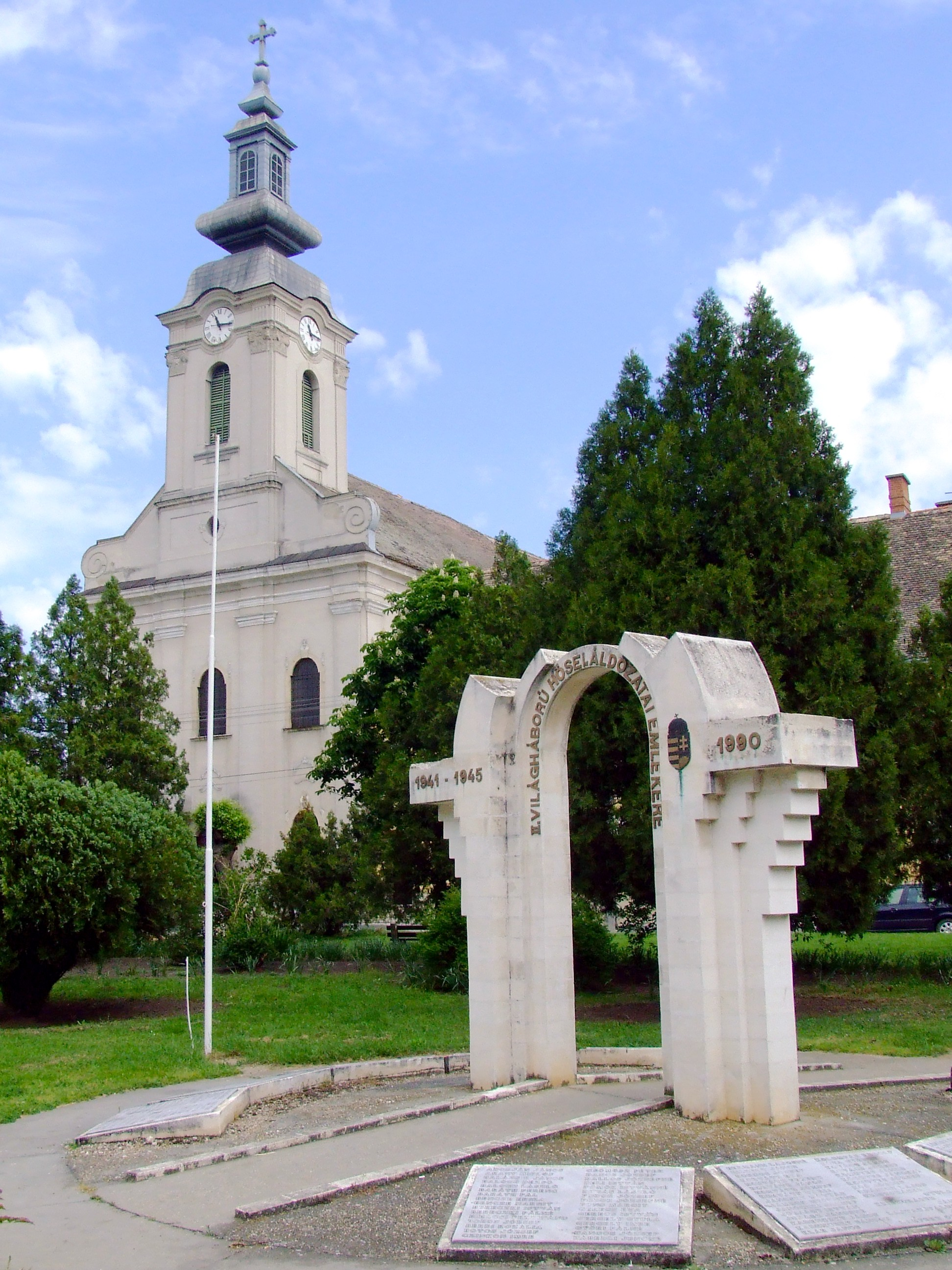
A Szent Simon-templom és a világháborús emlékmű

#### Reneszánsz vár
Magyarország egyik legjobb állapotban fennmaradt reneszánsz várkastélya. Tipikusan síkvidéki vár.
1277-ben épült Salamon fia, Simon tornyának a helyén. 1277 és 1543 között élte fénykorát, mikor egymást követve több, országos hírű nemesi család (Laczkfiak, Kanizsaiak, Ozorai Pipó, Garaiak) tulajdona volt. Ma is látható formáját Gergelylaki Buzlay Mózes – aki Mátyás király itáliai követe volt – birtoklása idején nyerte el (1502-1524). A török elleni harcokban végvárként szolgált, később a törökök elfoglalták. 1686 szeptemberében vették vissza a törököktől. A Rákóczi-szabadságharc során 1704 őszén Heister osztrák generális ostrommal bevette a várat, amit aztán Bottyán János foglalt vissza (1705. november 11-én). A szabadságharc után a vár pusztulásnak indult, elvesztette katonai jelentőségét, raktárnak, lakóépületnek is használták. 1954-ben a nagy torony teteje beomlott. Ekkor úgy tűnt, hogy a vár végleg az enyészeté lesz.
1964-ben döntött úgy az országos műemlékvédelem, hogy érdemes a várat megmenteni. Elindult a helyreállítási munka, aminek eredményét most is lehet látni. Napjainkban időszakos vagy állandó kiállításokat szerveznek, a környezetében pedig hagyományőrző játékokat bonyolítanak le nyaranta.

#### Szent Simon és Júdás Tádé-templom és ferences rendház
A simontornyai római katolikus templom 1766-ban épült, Styrum-Lymburg Károly gróf megbízásából. A templom Mária Terézia-korabeli stílusjegyeket visel magán, könnyed barokk épület. A torony 45 méter magas, bádogsisak fedi. Eredeti állapotában 3 harang volt a toronyban, de azok a II. világháborúban megsemmisültek. Később adományokból újraöntettek egy lélekharangot és egy nagyharangot. 1944-ben felújították, falképeit restaurálták. Tornyának háborús sérülését csak 1973-ban javították ki. Egyhajós templom, tornya a főbejárati homlokzatára épült. Kapuja oszlopos, párkánnyal lezárt kőkeretből nyílik, a párkányon vázadísszel, és itt olvasható az 1760-as évszám is. Szentélye keskenyebb, mint a hajója. A bejárat felőli oldalon falazott orgonakarzat található. Berendezése jellemzően 18. század második feléből való eredetre vall. Az épület előtt kőkereszt áll, rajta aranyozott korpusszal, felállításának éve 1890. Az épület tetőszerkezetét, villámvédelmét és vízelvezetését, 2021-ben újították fel. A közel 100 millió forintból készült építkezésnek a pénzügyi fedezetét, a Magyar Állam és a Pécsi Egyházmegye biztosította.
A ferences rendházat 1728 és 1754 között építették barokk stílusban. A tervezés és több iparos munka is a rendtagoktól származott. Homlokzatát az idők során átalakítgatták, legutóbb 2002-ben. Az épület az utca vonalában kapcsolódik a templom déli oldalához. Az egyemeletes ház téglalap alaprajzú, zárt udvaros kiképzésű. Az utcai homlokzat bal szélső tengelyében mélyedő nyílásban található a pár lépcsőfokon elérhető kőkeretes kapuja. A folyosókon dongaboltozat fogadja a belépőt, a helyiségekben különféle mennyezeti megoldások követik egymást. A rendház ebédlőjében, refektóriumában 18. századi stukkók láthatóak, és ebből a korból való a faburkolat és a kályha is. A 20. század elején a ferencesektől a kapisztránusok tulajdonába került, ők működtették egészen a szerzetesrendek kommunizmus általi feloszlatásáig.

#### Református templom
A 19. században épült késő barokk stílusban; egyszerű kivitelű, fehér falú, egytornyú templomépület. A török hódítás idején a település római katolikus lelkészei elmenekültek, ennek következtében a nép lelki gondozását református prédikátorok vették magukra. A török vezetés engedte rendes keresztyén egyház működését. Az itteni magyar lakosság akkor már mind egyhitű, vagyis Kálvin követője volt. Első, a mainál jóval korábban épült templomuk az idők során teljesen lepusztult, eltűnt. Mária Terézia uralkodása idején épült meg az új templom, de azt csak a településen kívülre eső területen engedték felépíteni. A templom 1768-ra állt, 1893-ban kupolás formájú tornyát átépítették a mai karcsú alakúra. A 18. században épült templomot helyi műemléki védelem alá helyezték, mert egyháztörténeti és művészettörténeti szempontból is értéket képvisel. Legutóbbi felújítására 2006-ban kerítettek sort, azóta újra teljes szépségét mutatja.

#### Vietnámi buddhista szentély
A Dai Bi nevű vietnámi szentély 2018-ban nyílt meg a Malom utcában.

#### Styrum-kápolna
Kápolna Simontornya szőlőhegyén, a Mózsé-hegyen. Megközelíthető a Székelyi út folytatásában. Gróf Styrum-Lymburg Károly, Simontornya földesura állíttatta fiatalon elhunyt fia, Styrum Nepomuk János emlékére. Ő volt Károly gróf egyetlen, felnőttkort megélt gyermeke, azonban a Mózsé-hegyen lovaglás közben baleset érte és szörnyethalt. Ennek emlékéül, a tragédia helyszíne közelében emeltette a gróf a ma is álló kápolnát.

#### Szentháromság-szobor
1790 táján készült késő barokk (copf) stílusban. A szobrot emelő, a magas felé kissé sudarasodó díszített pillérének talapzata négyzetes hasáb alapú, amelyet párkánnyal zártak le. A felső szakaszán angyalalakokkal gazdagították. Füzérdísszel fejezett tetején található a Szentháromság-szoborcsoport. A talapzat pillérein négy szent szoboralakja követi egymást, Szent Sebestyén vértanúé, a pestis és a járványok elleni védőszenté, Szent Flóriáné, az árvizek és főleg a tűzvészek ellen védelmezőé, Szent Kataliné, aki sok más mellett a könyvtárak és a magasabb iskolák védőszentje, végül pedig Kapisztrán Szent Jánosé (tévedésből Nepomuki Szent János nevét írták fel a szobor lábánál elhelyezett táblára). A talapzat homlokoldalán oltárépítmény mögött elhelyezett dombormű Szent Rozáliát ábrázolja, ő is a járványos betegségektől óvja a hozzá könyörgőket. A Petőfi utcában, a vár szomszédságában, a régi iskolaépület melletti parkban áll.

#### Világháborús emlékművek
Az első világháború emlékműve Farkas Béla alkotása. A Szent István utcában, a városháza előtt található. Avatására 1929. június 30-án került sor.
A második világháború áldozatainak emlékművét 1990-ben állították föl a főtéren. Novák István alkotása.

## Galéria

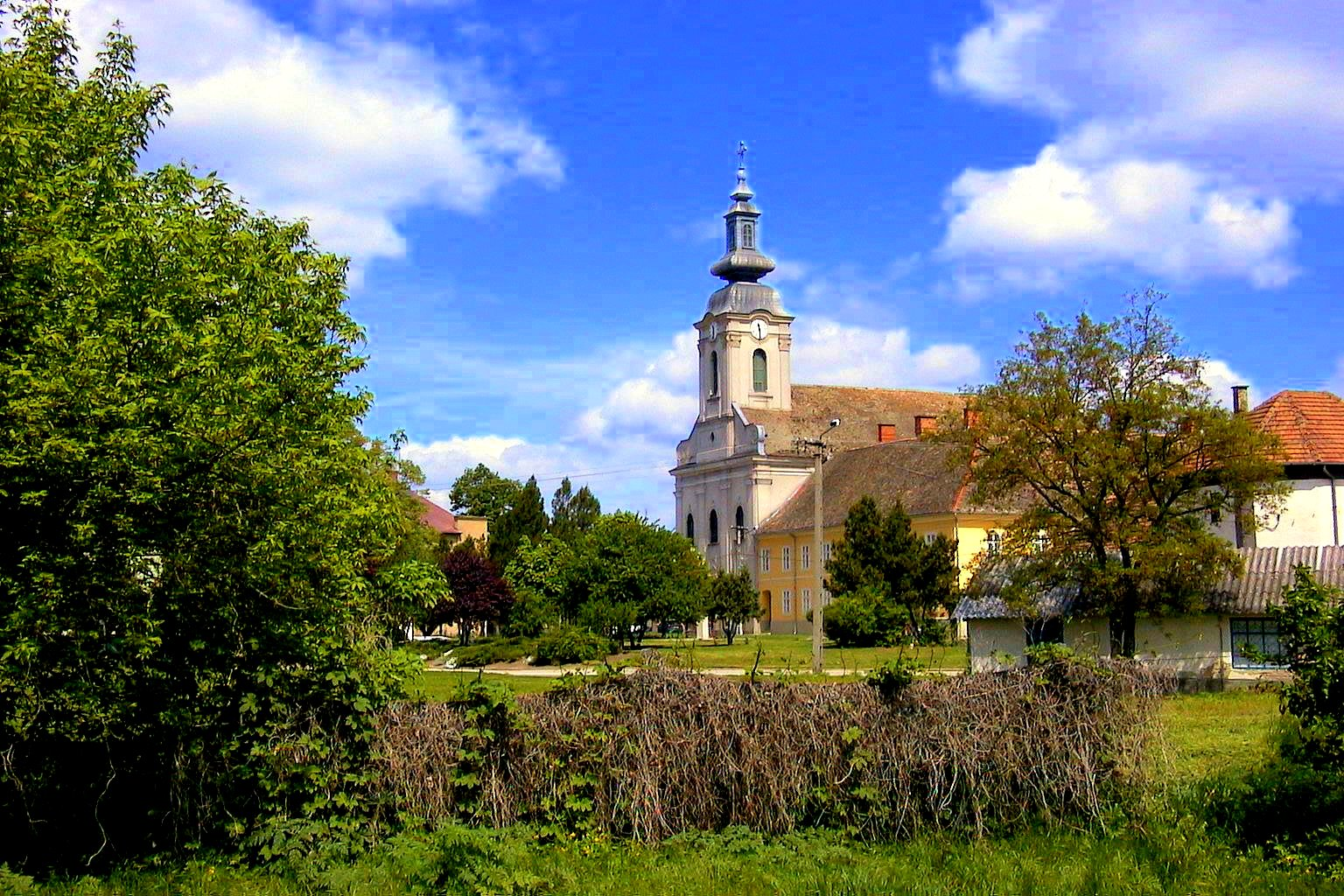
A Szent Simon-templom
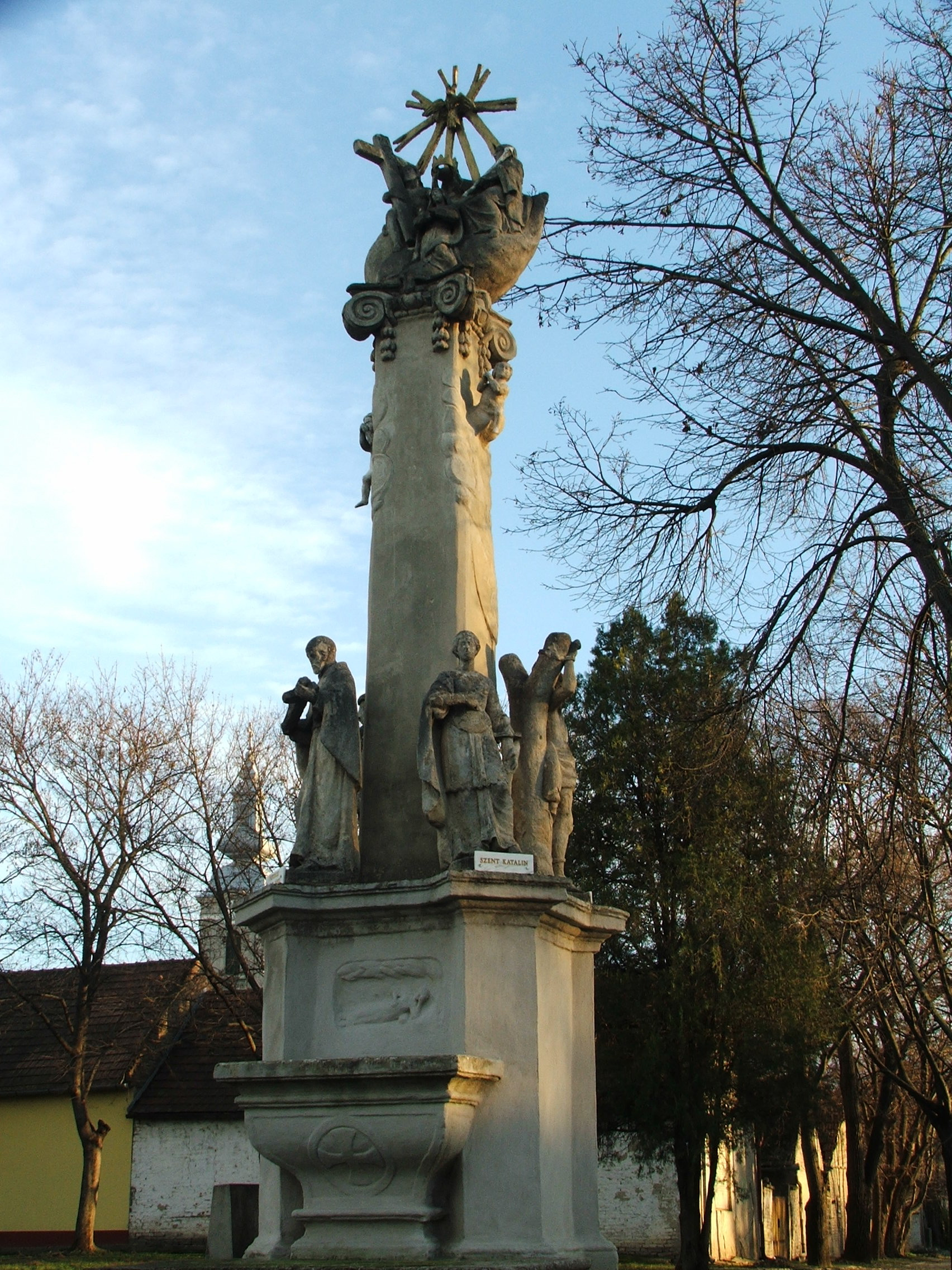
Szentháromság-szobor
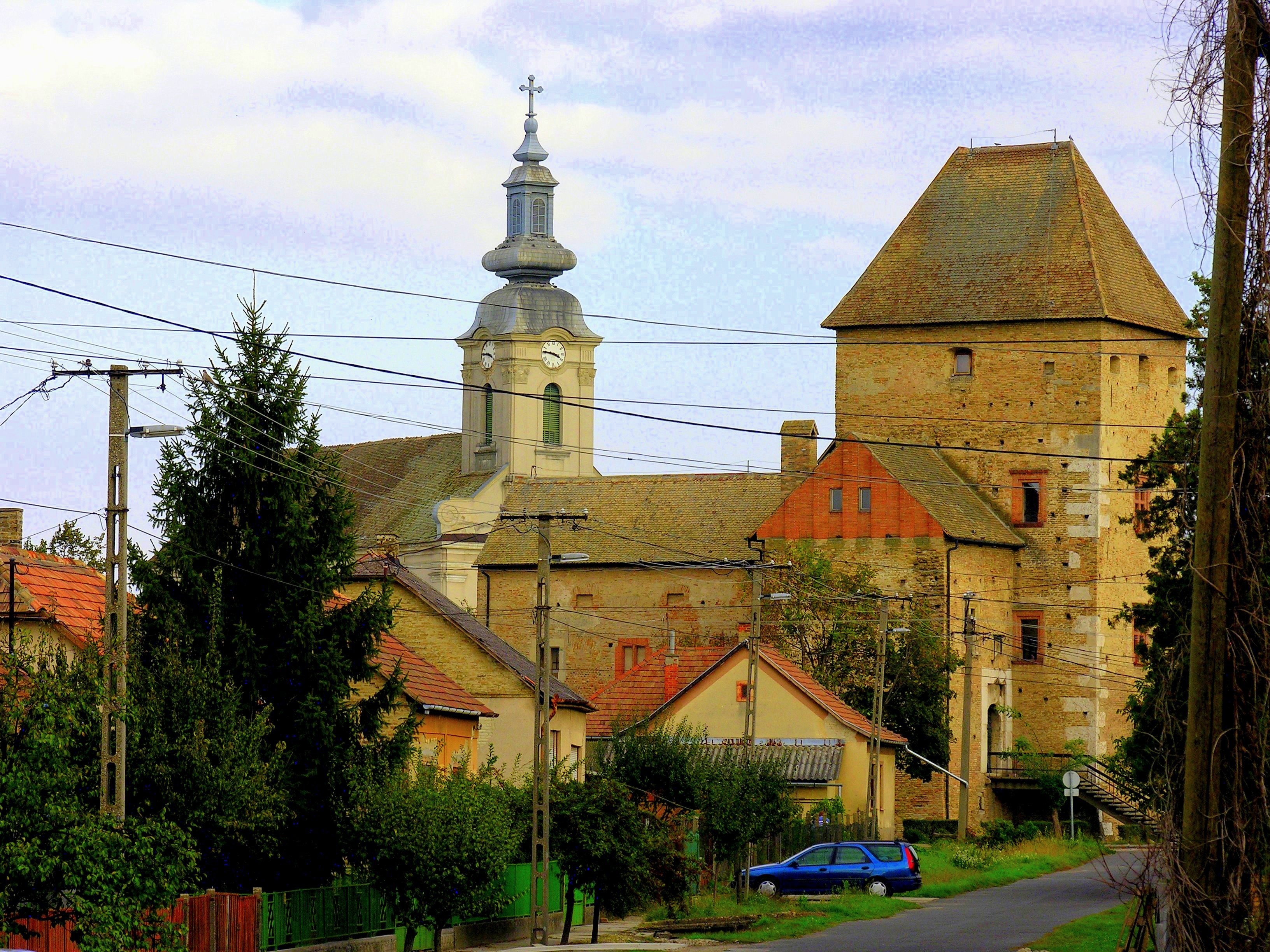
A Szent Simon-templom és a vár
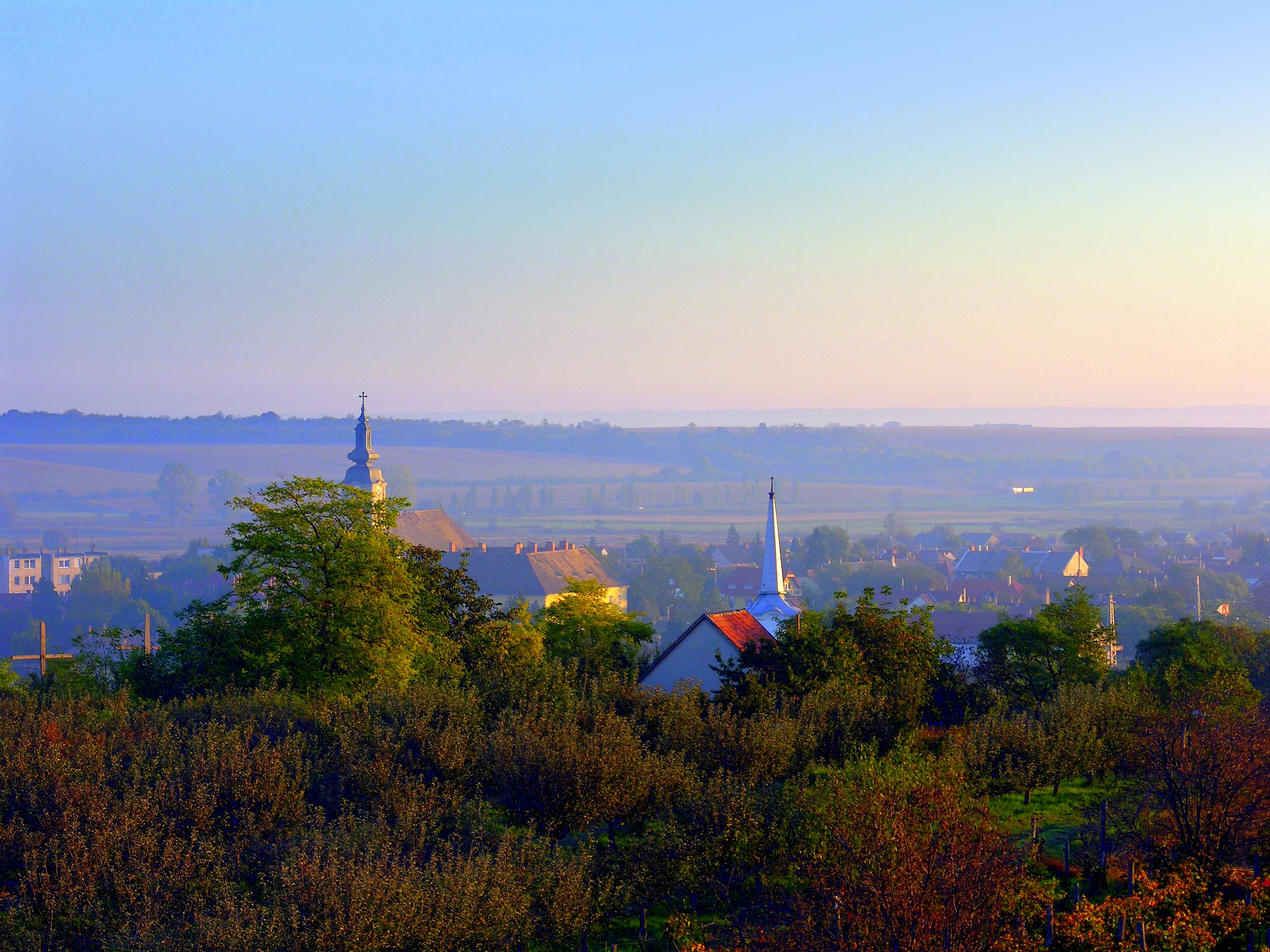
Simontornya látképe
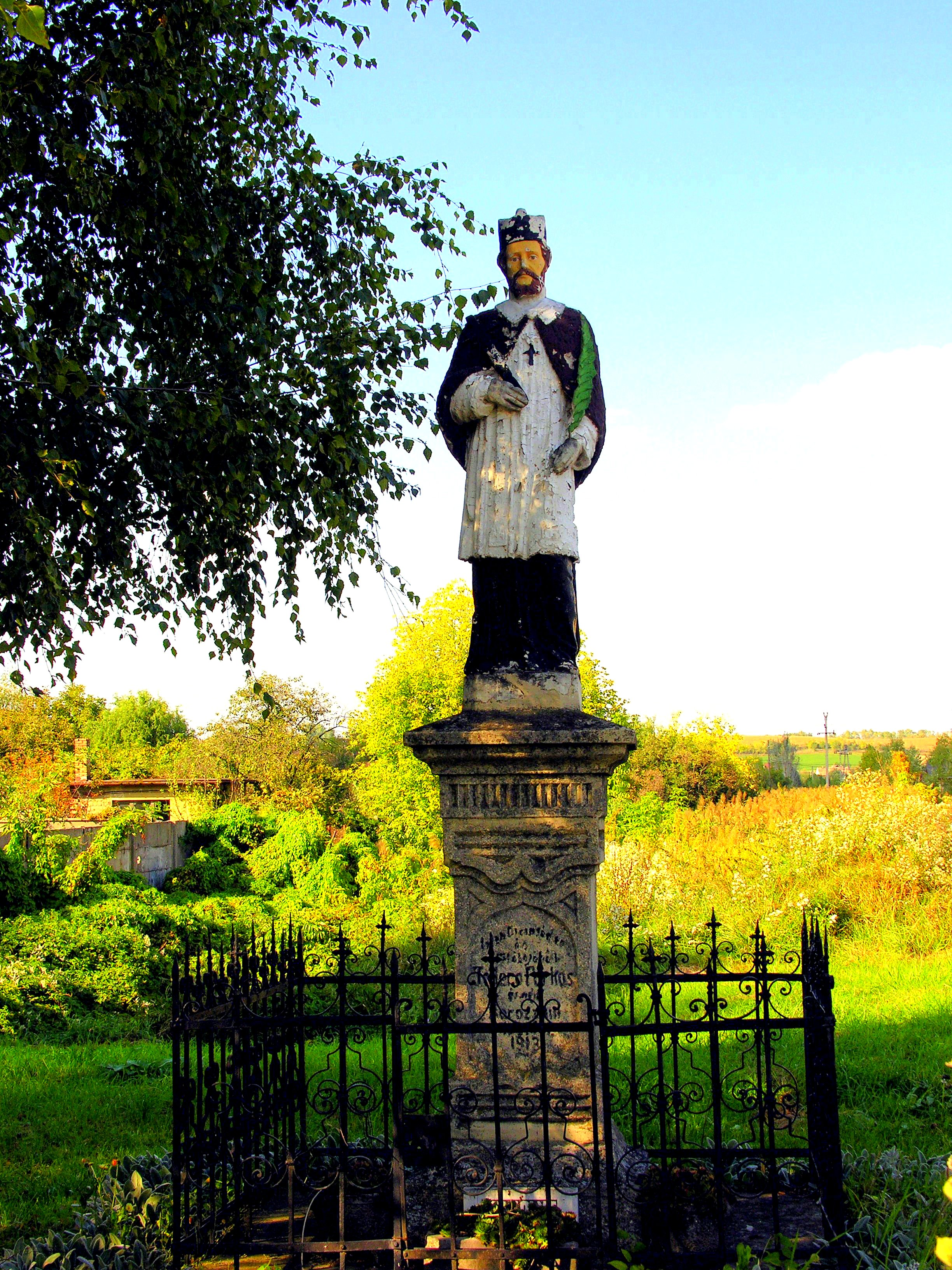
Nepomuki Szent János szobra
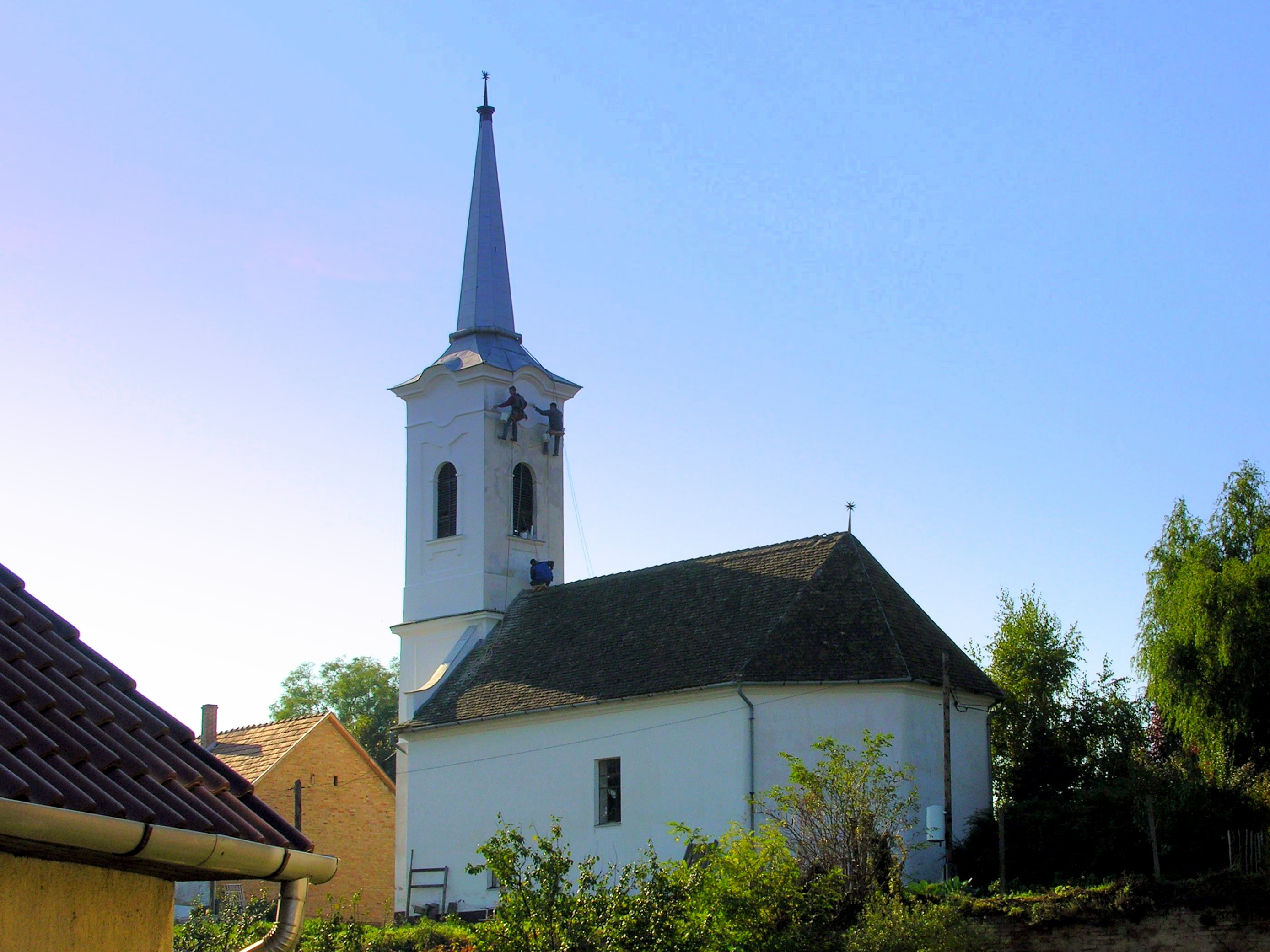
Református templom
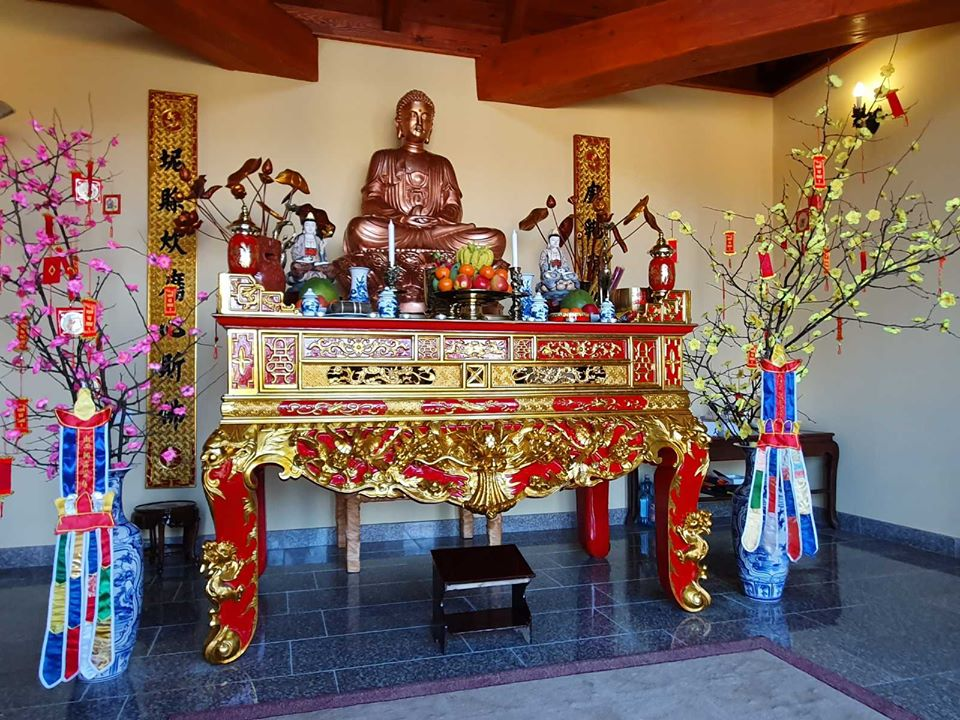
A Dai Bi szentély Buddha szobra
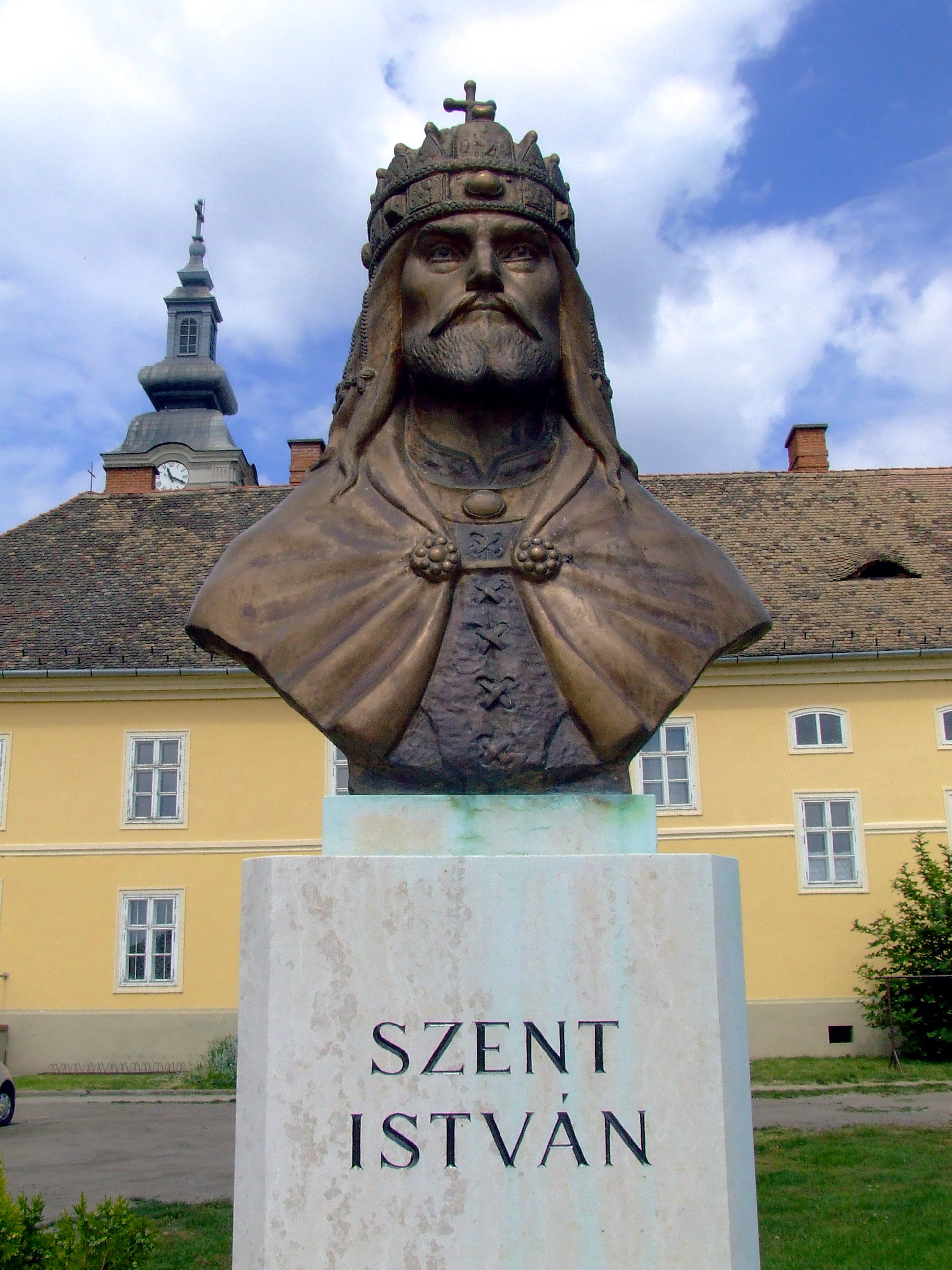
Szent István mellszobra
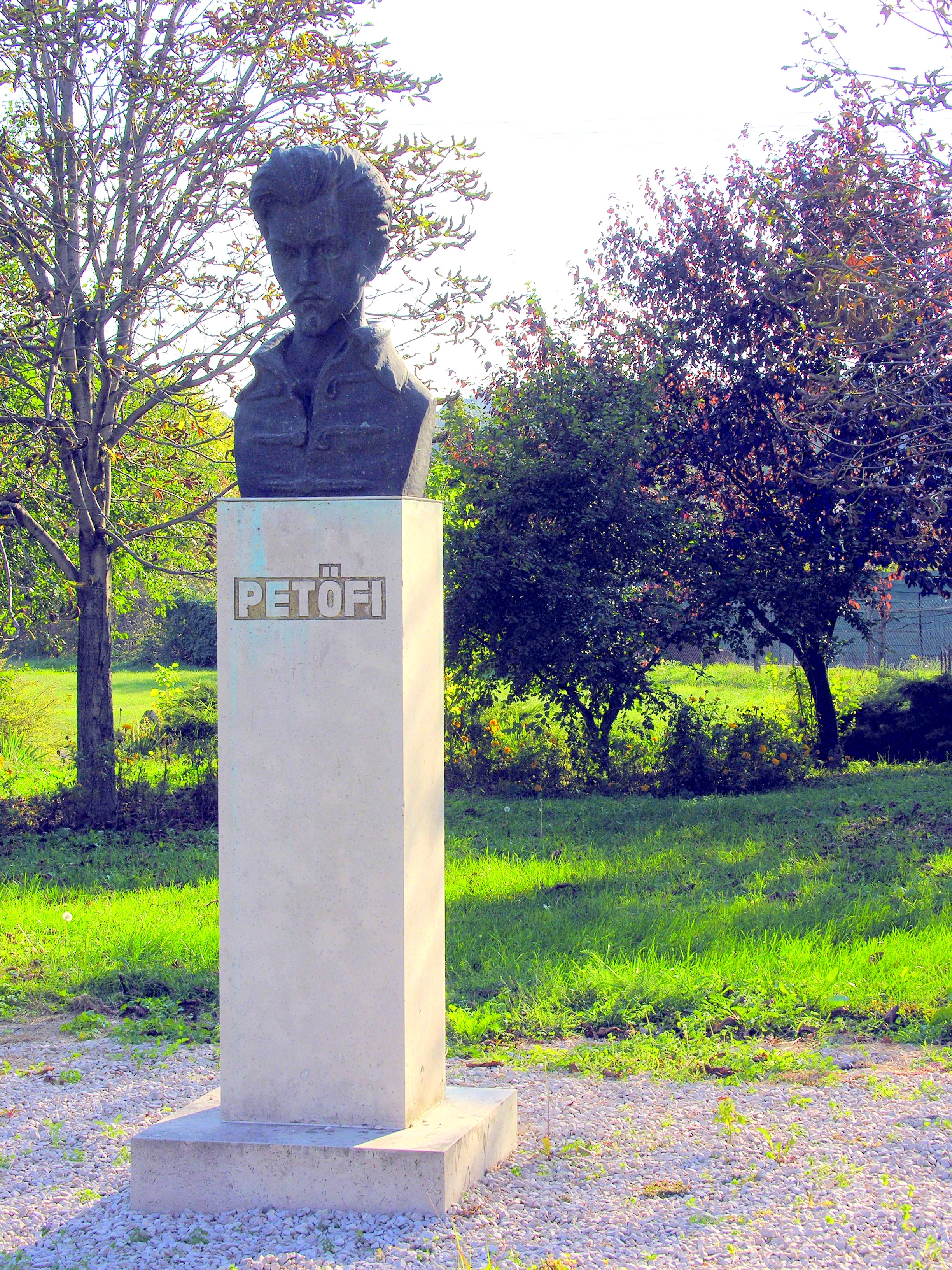
Petőfi Sándor mellszobra
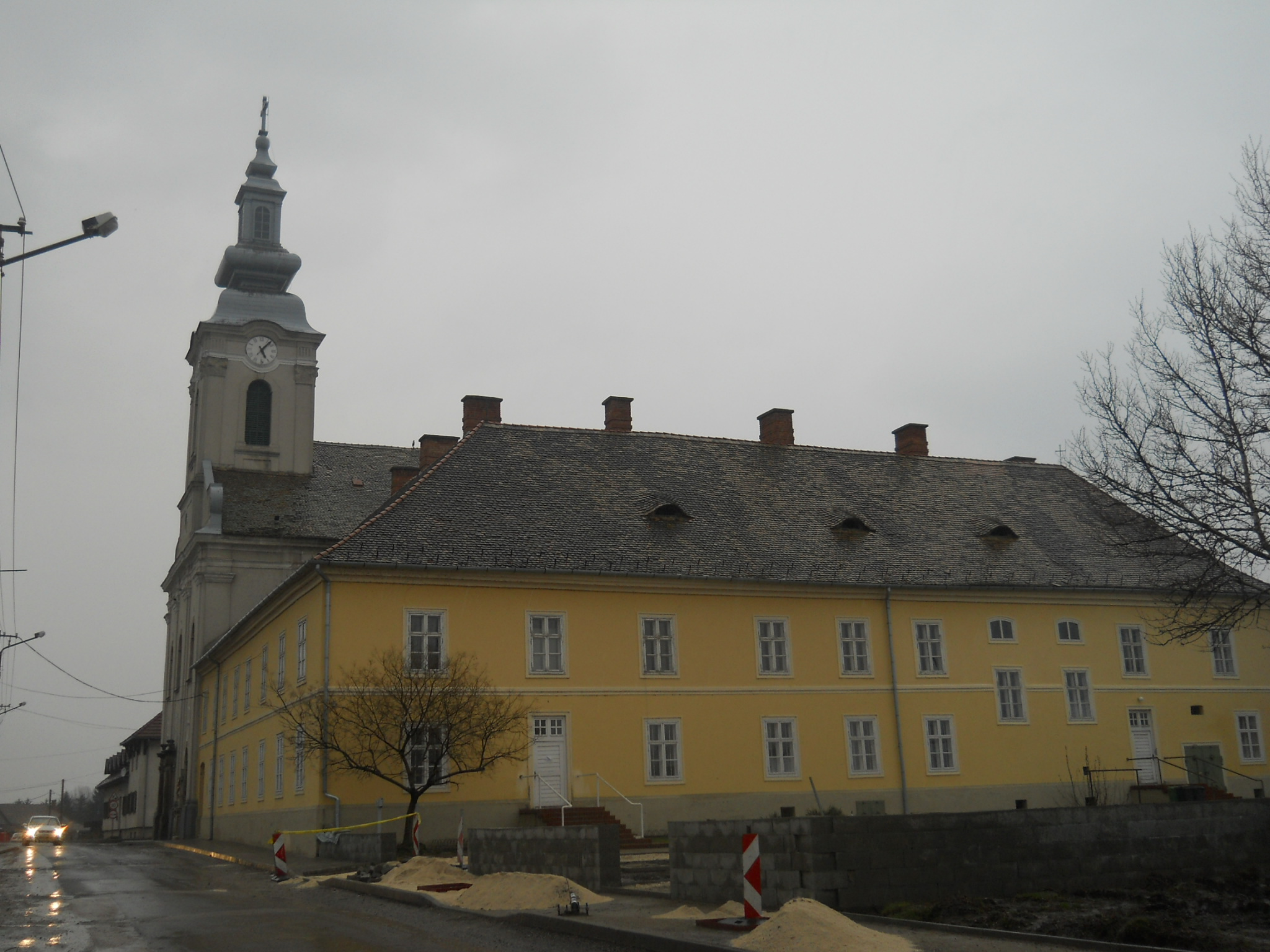
Szent István király utca
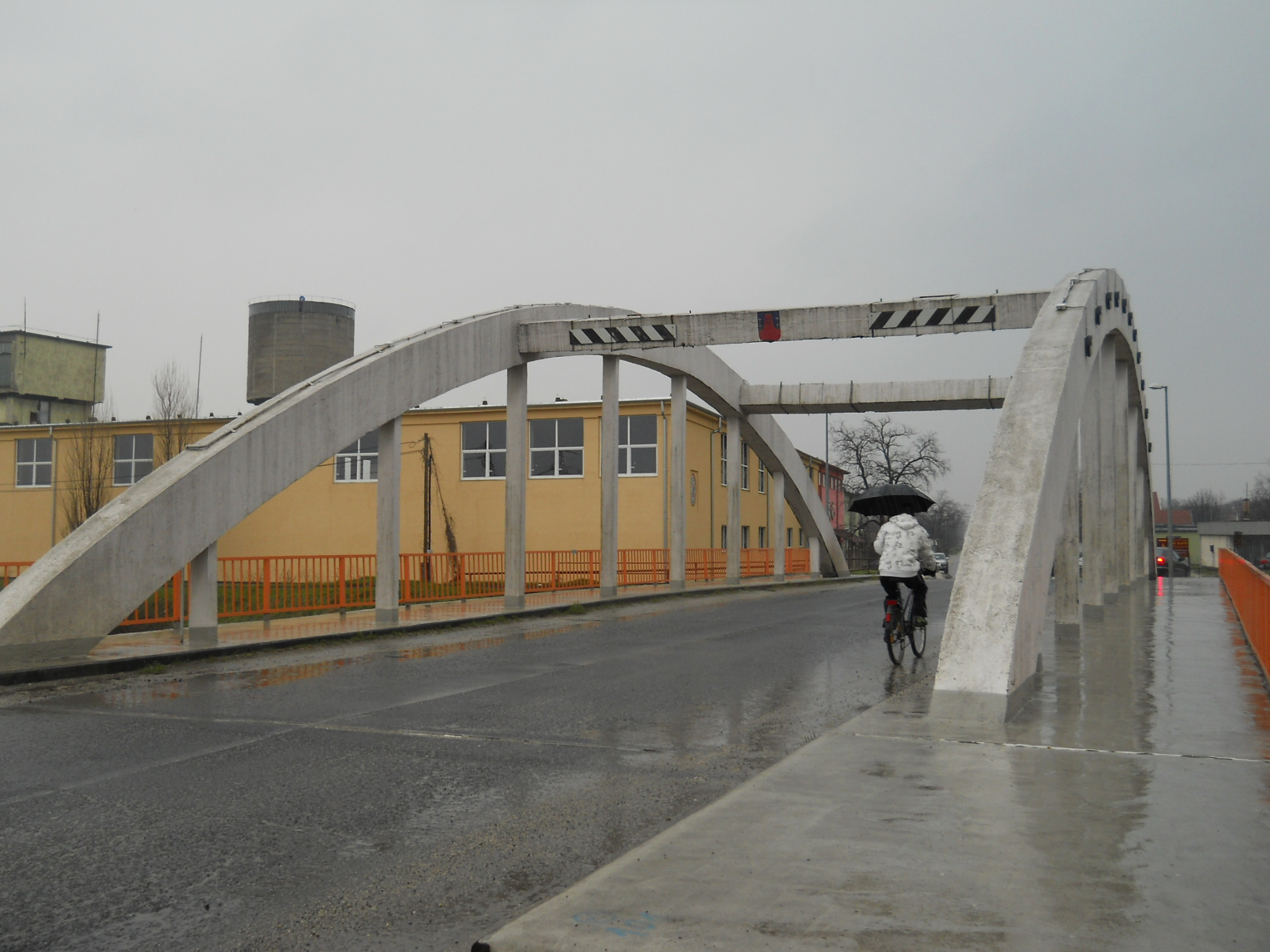
A Sió hídja
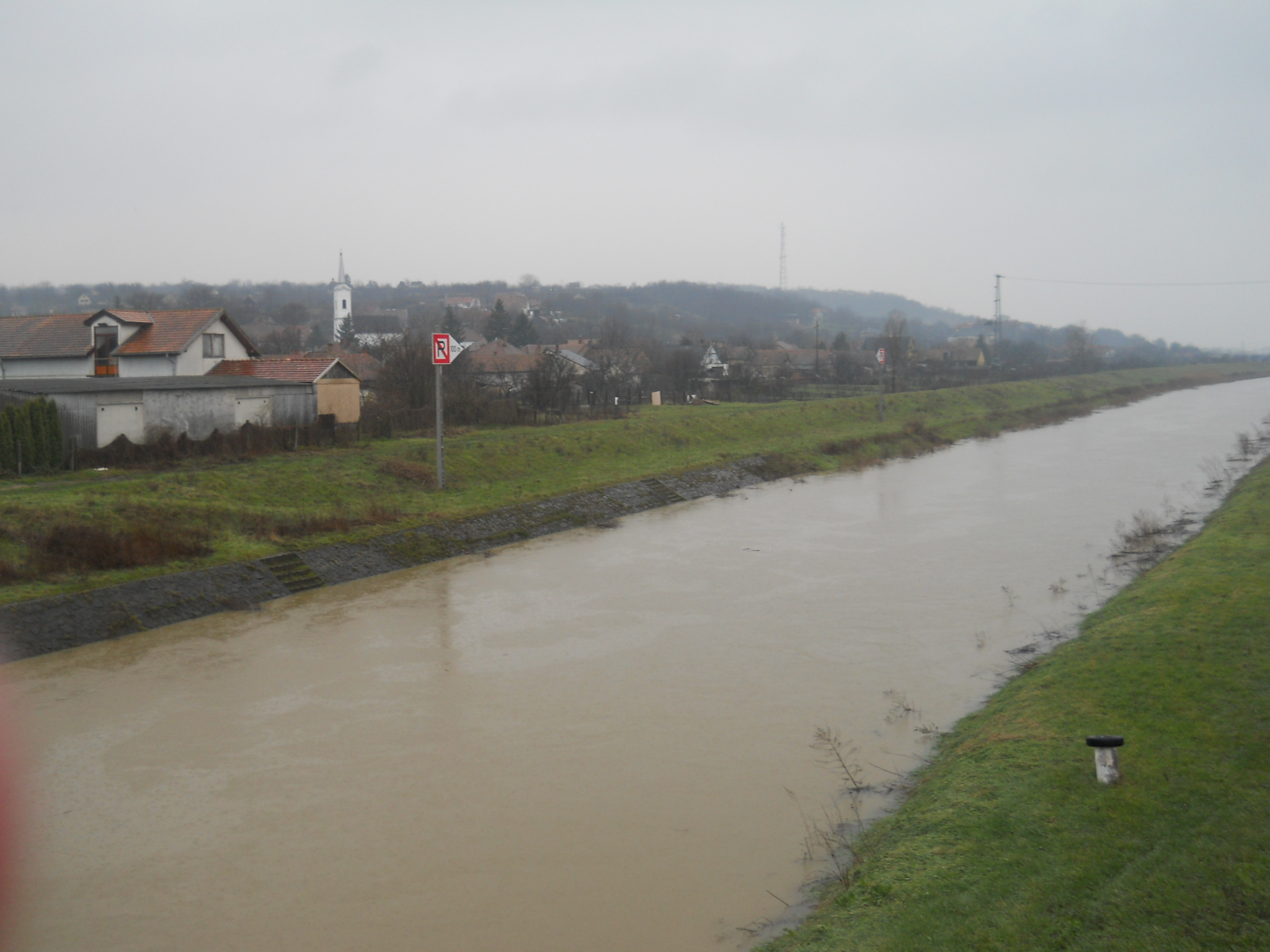
A Sió folyó Simontornyán
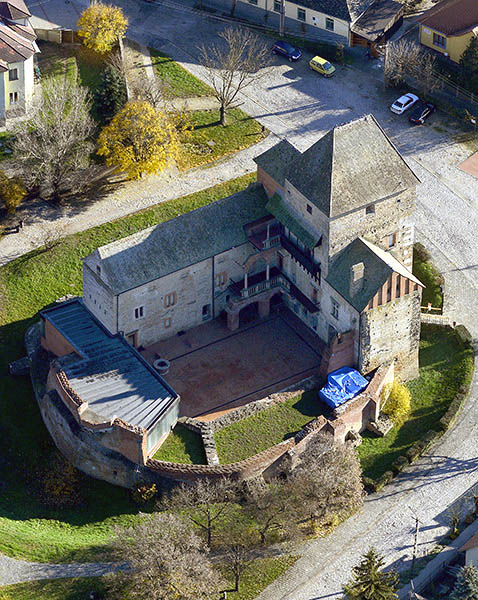
A vár légi felvételen